# Liste des sénateurs des États-Unis pour le Michigan
Depuis son admission à l'Union, le 26 janvier 1837, l'État du Michigan élit deux sénateurs, membres du Sénat fédéral.
| 24e (1837)       |                                       |  |                                      |                  |
| 25e (1837-1839)  |                                       |  |                                      |                  |
| 26e (1839-1841)  |                                       |  |                                      |                  |
| 27e (1841-1843)  |                                       |  |                                      |                  |
| 28e (1843-1845)  |                                       |  |                                      |                  |
| 29e (1845-1847)  |                                       |  |                                      |                  |
| 30e (1847-1849)  |                                       |  |                                      |                  |
| 31e (1849-1851)  |                                       |  |                                      |                  |
| 32e (1851-1853)  |                                       |  |                                      |                  |
| 33e (1853-1855)  |                                       |  |                                      |                  |
| 34e (1855-1857)  |                                       |  |                                      |                  |
| 35e (1857-1859)  |                                       |  |                                      |                  |
| 36e (1859-1861)  |                                       |  |                                      |                  |
| 37e (1861-1863)  |                                       |  |                                      |                  |
| 38e (1863-1865)  |                                       |  |                                      |                  |
| 39e (1865-1867)  |                                       |  |                                      |                  |
| 40e (1867-1869)  |                                       |  |                                      |                  |
| 41e (1869-1871)  |                                       |  |                                      |                  |
| 42e (1871-1873)  |                                       |  |                                      |                  |
| 43e (1873-1875)  |                                       |  |                                      |                  |
| 44e (1875-1877)  |                                       |  |                                      |                  |
| 45e (1877-1879)  |                                       |  |                                      |                  |
| 46e (1879-1881)  |                                       |  |                                      |                  |
| 47e (1881-1883)  |                                       |  |                                      |                  |
| 48e (1883-1885)  |                                       |  |                                      |                  |
| 49e (1885-1887)  |                                       |  |                                      |                  |
| 50e (1887-1889)  |                                       |  |                                      |                  |
| 51e (1889-1891)  |                                       |  |                                      |                  |
| 52e (1891-1893)  |                                       |  |                                      |                  |
| 53e (1893-1895)  |                                       |  |                                      |                  |
| 54e (1895-1897)  |                                       |  |                                      |                  |
| 55e (1897-1899)  |                                       |  |                                      |                  |
| 56e (1899-1901)  |                                       |  |                                      |                  |
| 57e (1901-1903)  |                                       |  |                                      |                  |
| 58e (1903-1905)  |                                       |  |                                      |                  |
| 59e (1905-1907)  |                                       |  |                                      |                  |
| 60e (1907-1909)  |                                       |  |                                      |                  |
| 61e (1909-1911)  |                                       |  |                                      |                  |
| 62e (1911-1913)  |                                       |  |                                      |                  |
| 63e (1913-1915)  |                                       |  |                                      |                  |
| 64e (1915-1917)  |                                       |  |                                      |                  |
| 65e (1917-1919)  |                                       |  |                                      |                  |
| 66e (1919-1921)  |                                       |  |                                      |                  |
| 67e (1921-1923)  |                                       |  |                                      |                  |
| 68e (1923-1925)  |                                       |  |                                      |                  |
| 69e (1925-1927)  |                                       |  |                                      |                  |
| 70e (1927-1928)  |                                       |  |                                      |                  |
|                  | Arthur H. Vandenberg (républicain)    |  | 70e (1928-1929)                      |                  |
| 71e (1929-1931)  | Arthur H. Vandenberg (républicain)    |  |                                      |                  |
| 72e (1931-1933)  | Arthur H. Vandenberg (républicain)    |  |                                      |                  |
| 73e (1933-1935)  | Arthur H. Vandenberg (républicain)    |  |                                      |                  |
| 74e (1935-1936)  | Arthur H. Vandenberg (républicain)    |  |                                      |                  |
| 74e (1936-1937)  | Arthur H. Vandenberg (républicain)    |  | Prentiss M. Brown (en) (démocrate)   |                  |
| 75e (1937-1939)  | Arthur H. Vandenberg (républicain)    |  | Prentiss M. Brown (en) (démocrate)   |                  |
| 76e (1939-1941)  | Arthur H. Vandenberg (républicain)    |  | Prentiss M. Brown (en) (démocrate)   |                  |
| 77e (1941-1943)  | Arthur H. Vandenberg (républicain)    |  | Prentiss M. Brown (en) (démocrate)   |                  |
| 78e (1943-1945)  | Arthur H. Vandenberg (républicain)    |  | Homer S. Ferguson (en) (républicain) |                  |
| 79e (1945-1947)  | Arthur H. Vandenberg (républicain)    |  | Homer S. Ferguson (en) (républicain) |                  |
| 80e (1947-1949)  | Arthur H. Vandenberg (républicain)    |  | Homer S. Ferguson (en) (républicain) |                  |
| 81e (1949-1951)  | Arthur H. Vandenberg (républicain)    |  | Homer S. Ferguson (en) (républicain) |                  |
| 82e (1951)       | Arthur H. Vandenberg (républicain)    |  | Homer S. Ferguson (en) (républicain) |                  |
|                  | Blair Moody (en) (démocrate)          |  | Homer S. Ferguson (en) (républicain) | 82e (1951-1953)  |
|                  | Charles E. Potter (en) (républicain)  |  | Homer S. Ferguson (en) (républicain) | 82e (1951-1953)  |
| 83e (1953-1955)  | Charles E. Potter (en) (républicain)  |  | Homer S. Ferguson (en) (républicain) |                  |
| 84e (1955-1957)  | Charles E. Potter (en) (républicain)  |  | Patrick V. McNamara (en) (démocrate) |                  |
| 85e (1957-1959)  | Charles E. Potter (en) (républicain)  |  | Patrick V. McNamara (en) (démocrate) |                  |
|                  | Philip Hart (démocrate)               |  | Patrick V. McNamara (en) (démocrate) | 86e (1959-1961)  |
| 87e (1961-1963)  | Philip Hart (démocrate)               |  | Patrick V. McNamara (en) (démocrate) |                  |
| 88e (1963-1965)  | Philip Hart (démocrate)               |  | Patrick V. McNamara (en) (démocrate) |                  |
| 89e (1965-1966)  | Philip Hart (démocrate)               |  | Patrick V. McNamara (en) (démocrate) |                  |
| 89e (1966-1967)  | Philip Hart (démocrate)               |  | Robert P. Griffin (en) (républicain) |                  |
| 90e (1967-1969)  | Philip Hart (démocrate)               |  | Robert P. Griffin (en) (républicain) |                  |
| 91e (1969-1971)  | Philip Hart (démocrate)               |  | Robert P. Griffin (en) (républicain) |                  |
| 92e (1971-1973)  | Philip Hart (démocrate)               |  | Robert P. Griffin (en) (républicain) |                  |
| 93e (1973-1975)  | Philip Hart (démocrate)               |  | Robert P. Griffin (en) (républicain) |                  |
| 94e (1975-1976)  | Philip Hart (démocrate)               |  | Robert P. Griffin (en) (républicain) |                  |
|                  | Donald W. Riegle Jr. (en) (démocrate) |  | Robert P. Griffin (en) (républicain) | 94e (1976-1977)  |
| 95e (1977-1979)  | Donald W. Riegle Jr. (en) (démocrate) |  | Robert P. Griffin (en) (républicain) |                  |
| 96e (1979-1981)  | Donald W. Riegle Jr. (en) (démocrate) |  | Carl Levin (démocrate)               |                  |
| 97e (1981-1983)  | Donald W. Riegle Jr. (en) (démocrate) |  | Carl Levin (démocrate)               |                  |
| 98e (1983-1985)  | Donald W. Riegle Jr. (en) (démocrate) |  | Carl Levin (démocrate)               |                  |
| 99e (1985-1987)  | Donald W. Riegle Jr. (en) (démocrate) |  | Carl Levin (démocrate)               |                  |
| 100e (1987-1989) | Donald W. Riegle Jr. (en) (démocrate) |  | Carl Levin (démocrate)               |                  |
| 101e (1989-1991) | Donald W. Riegle Jr. (en) (démocrate) |  | Carl Levin (démocrate)               |                  |
| 102e (1991-1993) | Donald W. Riegle Jr. (en) (démocrate) |  | Carl Levin (démocrate)               |                  |
| 103e (1993-1995) | Donald W. Riegle Jr. (en) (démocrate) |  | Carl Levin (démocrate)               |                  |
|                  | Spencer Abraham (républicain)         |  | Carl Levin (démocrate)               | 104e (1995-1997) |
| 105e (1997-1999) | Spencer Abraham (républicain)         |  | Carl Levin (démocrate)               |                  |
| 106e (1999-2001) | Spencer Abraham (républicain)         |  | Carl Levin (démocrate)               |                  |
|                  | Debbie Stabenow (démocrate)           |  | Carl Levin (démocrate)               | 107e (2001-2003) |
| 108e (2003-2005) | Debbie Stabenow (démocrate)           |  | Carl Levin (démocrate)               |                  |
| 109e (2005-2007) | Debbie Stabenow (démocrate)           |  | Carl Levin (démocrate)               |                  |
| 110e (2007-2009) | Debbie Stabenow (démocrate)           |  | Carl Levin (démocrate)               |                  |
| 111e (2009-2011) | Debbie Stabenow (démocrate)           |  | Carl Levin (démocrate)               |                  |
| 112e (2011-2013) | Debbie Stabenow (démocrate)           |  | Carl Levin (démocrate)               |                  |
| 113e (2013-2015) | Debbie Stabenow (démocrate)           |  | Carl Levin (démocrate)               |                  |
| 114e (2015-2017) | Debbie Stabenow (démocrate)           |  | Gary Peters (démocrate)              |                  |
| 115e (2017-2019) | Debbie Stabenow (démocrate)           |  | Gary Peters (démocrate)              |                  |
| 116e (2019-2021) | Debbie Stabenow (démocrate)           |  | Gary Peters (démocrate)              |                  |
| 117e (2021-2023) | Debbie Stabenow (démocrate)           |  | Gary Peters (démocrate)              |                  |
| 118e (2023-2025) | Debbie Stabenow (démocrate)           |  | Gary Peters (démocrate)              |                  |
|                  | Elissa Slotkin (démocrate)            |  | Gary Peters (démocrate)              | 119e (2025-2027) |